# روبيرتو روزاتو
روبيرتو روزاتو (Roberto Rosato) ، (كييري بمقاطعة تورينو، 18 أغسطس 1943) ، لاعب كرة قدم إيطالي سابق. لعب مع منتخب إيطاليا لكرة القدم.توفي في 20 يونيو 2010.

## وصلات خارجية
- روبيرتو روزاتو على موقع الاتحاد الدولي (مؤرشف)  (الإنجليزية)
- روبيرتو روزاتو على موقع الاتحاد الأوربي (الإنجليزية)
- روبيرتو روزاتو على موقع قاعدة بيانات كرة القدم.إي يو (الإنجليزية)
- روبيرتو روزاتو على موقع ناشيونال فوتبول تيمز (الإنجليزية)
- روبيرتو روزاتو على موقع عالم كرة القدم.نت (الإنجليزية)